# Lev Aronson
Lev Zacharovitch Aronson (* 7. Februar 1912 in Mönchengladbach; † 12. November 1988 in Dallas) war ein Cellist und Komponist.

## Leben
Aronson wurde nach der Besetzung Lettlands durch die deutsche Wehrmacht 1941 in verschiedene Konzentrationslager deportiert.
Nach dem Zweiten Weltkrieg kam er in ein sowjetisches und danach in ein DP-Lager. 1948 gelang ihm die Ausreise in die USA. Dort wurde er Solocellist im Dallas Symphony Orchestra, wo er 20 Jahre unter Dirigenten wie Antal Doráti, Walter Hendl, Paul Kletzki und Donald Johanos wirkte.

## Weblink
- Lev Aronson im Lexikon verfolgter Musiker und Musikerinnen der NS-Zeit (LexM)